# Анджела Ленсбері
Анджела Брі́джит Ле́нсбері (англ. Angela Brigid Lansbury; 16 жовтня 1925, Лондон — 11 жовтня 2022, Лос-Анджелес, Каліфорнія) — британсько-американська акторка театру, кіно та телебачення.

## Життєпис

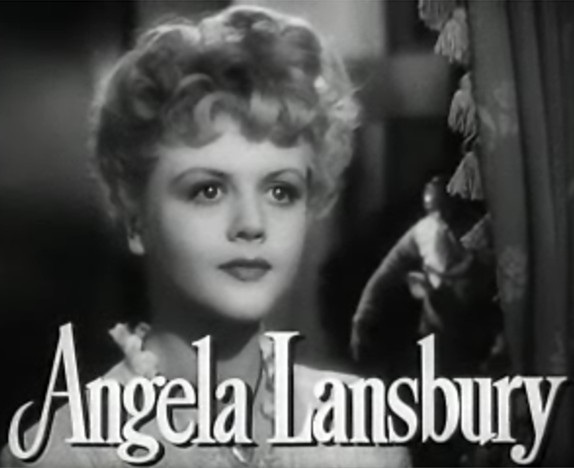
У трейлері фільму «Портрет Доріана Грея» (1945)

Народилася 16 жовтня 1925 року у Лондоні в родині бізнесмена Едгара Ленсбері (1887—1935) і акторки Мойни Макгілл (1895—1975). Її дідом був політик Джордж Ленсбері (1859—1940), лідер Лейбористської партії у 1932—1935 роках. Під час Другої світової війни разом з матір'ю і двома молодшими братами-близнюками Едгаром (1930—2024, продюсер) і Брюсом (1930—2017, продюсер та сценарист) емігрувала спочатку до Канади, а потім до США.
В кіно дебютувала 1944 року у фільмі «Газове світло», де головні ролі виконали Інгрід Бергман та Шарль Буає. Одразу ж отримала номінацію на премію Оскар за роль другого плану. За наступний фільм «Портрет Доріана Грея» (1945) отримала перший Золотий глобус і другу номінацію на Оскар.
За словами Ленсбері, їй хотілося грати головних героїнь, натомість студійні боси «MGM» бачили в ній характерну акторку і давали їй ролі сестер, коханок і матерів. Яскравий приклад — у 22-річному віці студія дала їй роль 45-річної коханки героя Спенсера Трейсі у стрічці Френка Капри «Стан єдності» (1948).

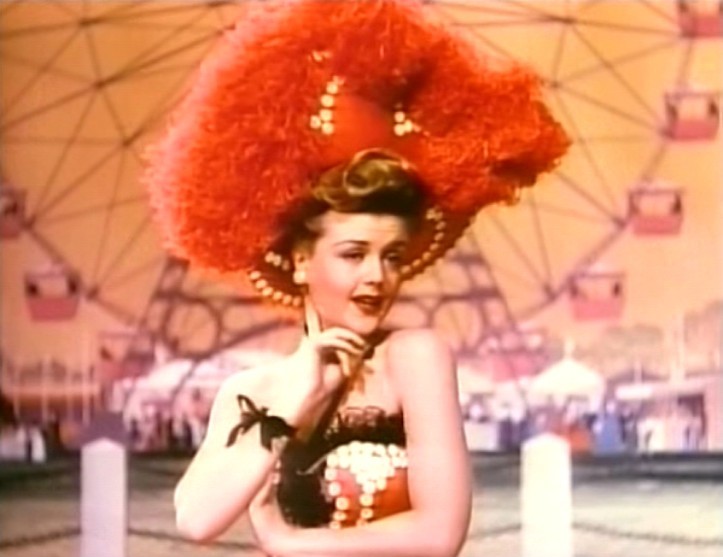
Анджела Ленсбері у фільмі «Поки пливуть хмари» (1946)

1962 року вийшов найвідоміший фільм Ленсбері — «Манчжурський кандидат». У цьому політичному триллері вона виконала роль місіс Айзелін, дружини впливового сенатора, метою якої було вбивство кандидата на пост президента США руками її сина (Ленсбері була лише на три роки старша від свого екранного сина — Лоуренса Гарві). Ця роль принесла їй Золотий глобус і Премію Національної ради кінокритиків США, а також номінацію на Оскар (нагороду отримала Патті Дьюк).
Наприкінці 1970-х років Ленсбері з'явилася в низці популярних детективних фільмів, серед яких «Смерть на Нілі» (1978) з суперзірковим акторським складом, «Леді зникає» (1979) — римейку класичної стрічки Альфреда Гічкока, а також «Дзеркало тріснуло» (1980) за участю Елізабет Тейлор, Тоні Кертіса та Кім Новак, де вдало втілила образ міс Джейн Марпл.
1984 року Ленсбері погодилася на роль Джессіки Флетчер в серіалі каналу CBS «Вона написала вбивство», який зазнав великого успіху і протримався у прайм-таймі 12 років (навіть по завершенні останнього сезону на екрани продовжували виходити телефільми про Джессіку). За увесь цей час над шоу встигли попрацювати 33 режисери, у тім числі й син акторки Ентоні Шоу, а гостями стали такі зірки, як Джанет Лі, Джин Сіммонс, Мартін Ландау, Ширлі Найт, Сід Чарісс, Ернест Боргнайн та багато інших. За цю роль Ленсбері 12 разів номінувалась на премію «Еммі», але нагороди так і не отримала, що зробило її антирекордсменкою — як виконавицю з найбільшою кількістю номінацій (18) без жодної перемоги в історії телепремії.

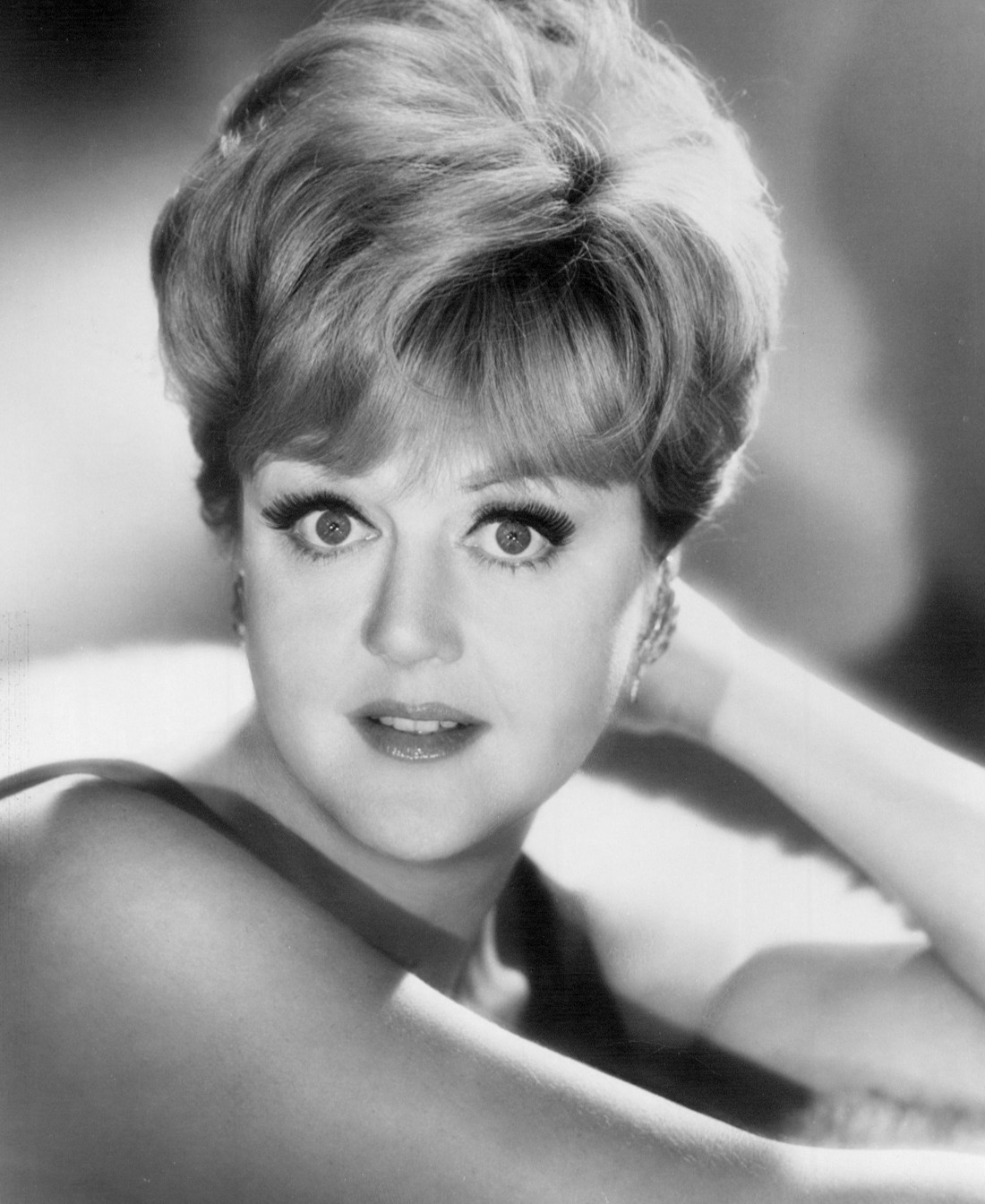
Анджела Ленсбері у 1966 році

Успішною була і театральна кар'єра Ленсбері, що розпочалась на Бродвеї у 1957 році в постановці «Готель Парадізо». Але зіркою сцени її зробив мюзикл Джеррі Гермена «Мейм» (1966), де її партнеркою була Бі Артур. Мюзикл витримав 1 508 вистав та приніс Ленсбері першу премію Тоні. Другу вона отримала 1969 року за «Дорогий світ», третю — за мюзикл «Циганка» (1974), а четверту — за роль місіс Ловетт у «Свіні Тодд» (1979).
На сцену повернулася 2007 року у п'єсі «Рівний рахунок», виконавши роль відомої в минулому тенісистки, й де її партнеркою стала Меріен Селдес, а 2009 року з Рупертом Евереттом виступила в бродвейській постановці п'єси Ноеля Коварда «Невгамовний дух», яка отримала добру критику і принесла Ленсбері п'яту премію Тоні.
У 2009—2010 роках грала матір героїні Кетрін Зета-Джонс в бродвейському мюзиклі Стівена Сондхайма «Маленька нічна серенада», а 2012 року брала участь у постановці п'єси «Найдостойніший» Гора Відала.
2013 року Ленсбері вирушила в австралійське турне з п'єсою «Водій міс Дейзі», де виконувала головну роль. А наступного року акторка після сорокарічної перерви повернулася на лондонську сцену з п'єсою «Невгамовний дух».
В останні роки на кіно- та телеекрані з'являлася зрідка: 2011 року зіграла невелику роль в фільмі «Пінгвіни містера Поппера» з Джимом Керрі, 2017 року з'явилася в мінісеріалі «Маленькі жінки» за однойменним романом Луїзи Мей Елкотт, а 2018 року у фільмі «Мері Поппінс повертається» втілила продавчиню чарівних повітряних кульок.
1994 року нагороджена орденом Британської імперії кавалерського ступеня (CBE), а 2014 року удостоєна звання Дами-Командора (DBE).
2013 року нагороджена почесною премією Оскар за видатні заслуги у кінематографі.
Анджела Ленсбері померла 11 жовтня 2022 року в себе вдома у Лос-Анджелесі, Каліфорнія, за п'ять днів до свого 97-го дня народження.

## Особисте життя

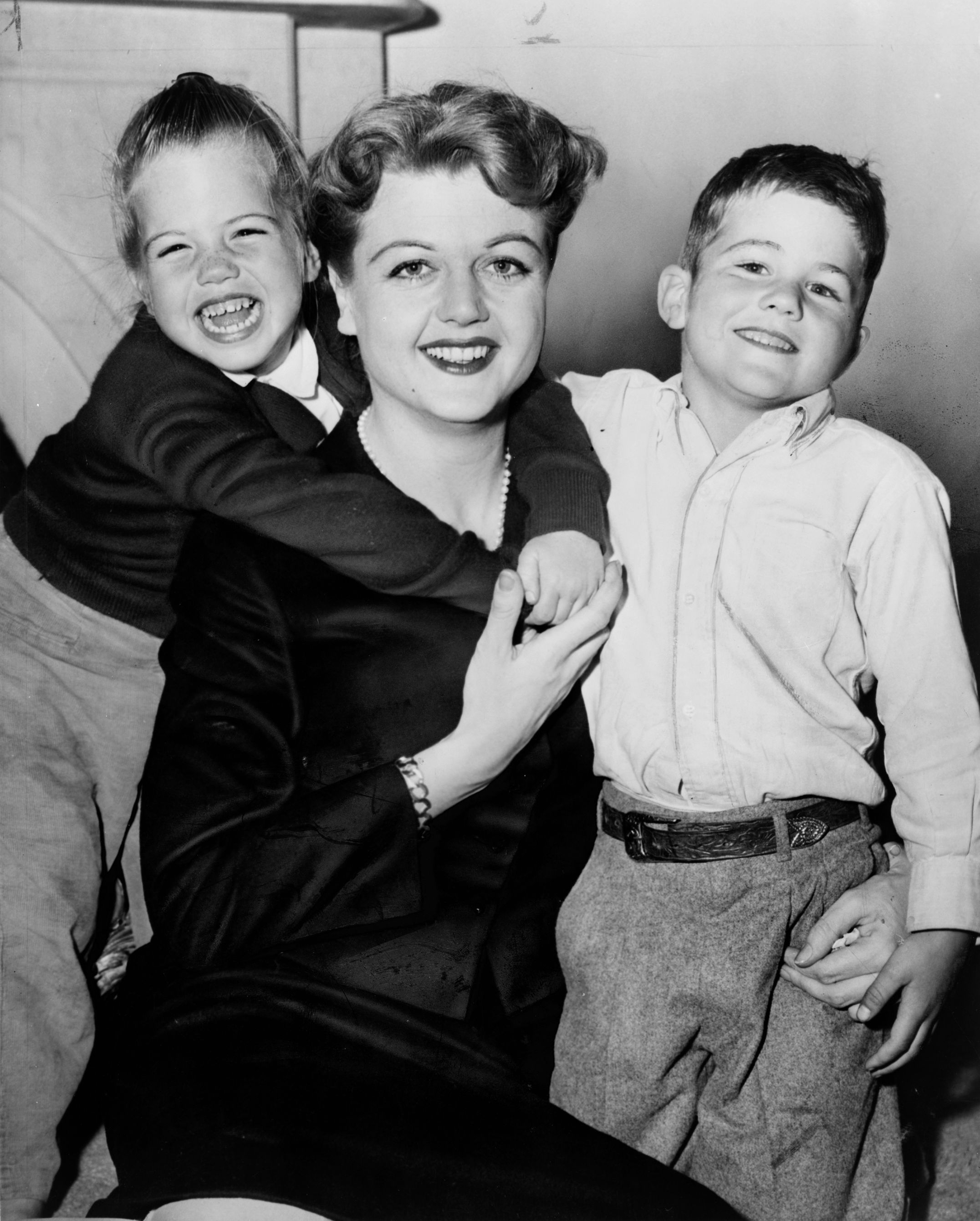
Анджела Ленсбері зі своїми дітьми (1957 рік)

1945 року 19-річна Ленсбері вступила у шлюб з американським актором Річардом Кромвелом. Розлучилися наступного року.
1946 року познайомилася з ірландським актором Пітером Шоу, з яким вони одружилися 1949 року. У шлюбі народила двох дітей — син Ентоні Пітер (1952) та дочка Дейдрі Енн (1953). Шлюб тривав до смерті чоловіка 2003 року.

## Вибрана фільмографія
| Рік       |    | Українська назва                                         | Оригінальна назва                             | Роль                                   |
| --------- | -- | -------------------------------------------------------- | --------------------------------------------- | -------------------------------------- |
| 1944      | ф  | Газове світло                                            | Gaslight                                      | Ненсі Олівер                           |
| 1944      | ф  | Національний оксамит                                     | National Velvet                               | Едвіна Браун                           |
| 1945      | ф  | Портрет Доріана Грея                                     | The Picture of Dorian Gray                    | Сібіл Вейн                             |
| 1946      | ф  | Дівчата Гарві                                            | The Garvey Girls                              | Ем                                     |
| 1946      | ф  | Святий Гудлум                                            | The Hoodlum Saint                             | Дасті Міллард                          |
| 1946      | ф  | Поки пливуть хмари                                       | Till the Clouds Roll By                       | фахівчиня з Лондона                    |
| 1947      | ф  | Особисті справи любого друга                             | The Private Affairs of Bel Ami                | Клотильда де Марелль                   |
| 1947      | ф  | Коли настане зима                                        | If Winter Comes                               | Мейбл Сейбр                            |
| 1948      | ф  | Янгол з Десятої авеню                                    | Tenth Avenue Angel                            | Сюзен Браттен                          |
| 1948      | ф  | Стан єдності                                             | Staute of the Union                           | Кей Торндайк                           |
| 1948      | ф  | Три мушкетери                                            | The Three Musketeers                          | королева Анна Австрійська              |
| 1949      | ф  | Червоний Дунай                                           | The Red Danube                                | Одрі Квейл                             |
| 1949      | ф  | Самсон і Даліла                                          | Samson and Delilah                            | Семадар                                |
| 1951      | ф  | Добра леді                                               | Kind Lady                                     | місіс Едвардс                          |
| 1952      | ф  | Заколот                                                  | Mutiny                                        | Леслі                                  |
| 1954      | ф  | Життя на кону                                            | A Life at Stake                               | Доріс Гіллман                          |
| 1955      | ф  | Фіолетова маска                                          | The Purple Mask                               | мадам Валентайн                        |
| 1955      | ф  | Вулиця беззаконня                                        | A Lawless Street                              | Теллі Дікінсон                         |
| 1955      | ф  | Придворний блазень                                       | The Court Jester                              | принцеса Гвендолін                     |
| 1955      | тф | Нескромна місіс Джарвіс                                  | The Indiscreet Mrs. Jarvis                    | Бренда Джарвіс                         |
| 1956      | ф  | Будь ласка, убий мене                                    | Please Murder Me                              | Майра Лідс                             |
| 1958      | ф  | Довге спекотне літо                                      | The Long, Hot Summer                          | Мінні Літлджон                         |
| 1961      | ф  | Блакитні Гаваї                                           | Blue Hawai                                    | Сара Лі Гейтс                          |
| 1962      | ф  | Манчжурський кандидат                                    | The Manchurian Candidate                      | місіс Айзелін                          |
| 1965      | ф  | Найвеличніша історія з коли-небудь розказаних            | The Greates Story Ever Time                   | Клавдія Прокула, дружина Понтія Пілата |
| 1967      | ф  | Любовні пригоди Молль Флендерс                           | The Amorous Adventures of Moll Flanders       | леді Блайстон                          |
| 1970      | ф  | Дещо для кожного                                         | Something for Everyone                        | графиня Герте фон Орнштейн             |
| 1971      | ф  | Набалдашник і мітла                                      | Bedknobs and Broomsticks                      | міс Еглантін Прайс                     |
| 1978      | ф  | Смерть на Нілі                                           | Death on the Nile                             | Саломея Оттерборн                      |
| 1979      | ф  | Леді зникає                                              | The Lady Vanished                             | міс Фрой                               |
| 1980      | ф  | Дзеркало тріснуло                                        | The Mirror Crack'd                            | міс Джейн Марпл                        |
| 1982      | ф  | Останній єдиноріг                                        | The Last Unicorn                              | матінка Фортуна                        |
| 1982      | с  | Маленька Глорія... Нарешті щаслива                       | Little Gloria... Happy at Last                | Гертруда Ванднрбільт Вітні             |
| 1984      | ф  | В компанії вовків                                        | The Company of Wolves                         | бабуся Розалін (Червоної Шапочки)      |
| 1984—1996 | с  | Вона написала вбивство                                   | Murder, She Wrote                             | Джессіка Флетчер                       |
| 1984      | с  | Мереживо                                                 | The Lace                                      | тітонька Гортензія Бутін               |
| 1991      | мф | Красуня і чудовисько                                     | Beauty and the Beast                          | місіс Потс (голос)                     |
| 1992      | ф  | Місіс Гарріс їде до Парижу                               | Mrs. Arris Goes to Paris                      | Ада Гарріс                             |
| 1996      | ф  | Місіс Санта-Клаус                                        | Mrs. Santa-Claus                              | Анна Клаус                             |
| 1997      | мф | Анастасія                                                | Anastasia                                     | імператриця Марія Федорівна (голос)    |
| 1997      | мф | Красуня та Чудовисько: Зачароване Різдво                 | Beauty and the Beast: The Enchanted Christmas | місіс Потс (голос)                     |
| 1997      | тф | Вона написала вбивство: На південь через південний захід | Murder, She Wrote: South by Southwest         | Джессіка Флетчер                       |
| 1999      | мф | Фантазія-2000                                            | Fantasia 2000                                 | у ролі самої себе                      |
| 2000      | тф | Вона написала вбивство: Історія твоєї смерті             | Murder, She Wrote: A Story to Die For         | Джессіка Флетчер                       |
| 2003      | тф | Вона написала вбивство: Остання вільна людина            | Murder, She Wrote: The Last Free Man          | Джессіка Флетчер                       |
| 2003      | тф | Вона написала вбивство: Кельтська таємниця               | Murder, She Wrote: The Celtic Riddle          | Джессіка Флетчер                       |
| 2004      | тф | Той, що пронизує пітьму                                  | The Blackwater Lightship                      | Дора                                   |
| 2005      | с  | Закон і порядок: Спеціальний корпус                      | Law & Order: Special Victims Unit             | Елеанор Дюваль                         |
| 2005      | с  | Закон і порядок: Суд присяжних                           | Law & Order: Trail by Jury                    | Елеанор Дюваль                         |
| 2005      | ф  | Моя жахлива няня                                         | Nanny Mc Phee                                 | тітонька Аделаїда                      |
| 2011      | ф  | Пінгвіни містера Поппера                                 | Mr. Popper's Penguins                         | місіс Ван Ганді                        |
| 2017      | с  | Маленькі жінки                                           | Little Woman                                  | тітонька Марч                          |
| 2018      | ф  | Мері Поппінс повертається                                | Mary Poppins returns                          | продавчиня чарівних повітряних кульок  |
| 2018      | мф | Ґрінч                                                    | The Grinch                                    | мер Макгеркл (голос)                   |
| 2022      | ф  | Ножі наголо: Скляна цибуля                               | Glass Onion: A Knives Out Mystery             | у ролі самої себе                      |

## Ролі у театрі
- «Готель Парадізо» (квітень — липень 1957) — Марсель
- «Смак меду» (жовтень 1960 — вересень 1961) — Гелен
- «Свистіти вміє кожен» (квітень 1964) — Кора Хувер Хупер
- «Мейм» (травень 1966 — січень 1969) — Мейм Денніс
- «Дорогий світ» (Dear World) (лютий — березень 1969) — графиня Аурелія
- «Циганка» (Gypsy) (вересень 1974 — січень 1975) — Роза
- «Гамлет» (1975—1976) — Гертруда
- «Король і я» (квітень 1978) — Анна Леоновенс
- «Свіні Тодд, демон-перукар з Фліт-стріт» (березень 1979 — червень 1980) — місіс Неллі Ловетт
- «Маленький сімейний бізнес» (грудень 1982) — Ліліан
- «Мейм» (липень — серпень 1983) — Мейм Денніс
- «Рівний рахунок» (Deuce) (квітень — серпень 2007) — Леона Маллен
- «Невгамовний дух» (березень — липень 2009) — Мадам Аркаті
- «Маленька нічна серенада» (грудень 2009 — липень 2010) — мадам Армфельдт
- «Найдостойніший» (квітень — липень 2012) — місіс Сью-Елен Гамедж
- «Водій міс Дейзі» (лютий — липень 2013) — Міс Дейзі Вертан
- «Невгамовний дух» (березень — липень 2014) — Мадам Аркаті

## Нагороди та номінації
BAFTA
- Премія «Британія» — за життеві досягнення (2003).
- Номінація на найкращу акторку другого плану: «Смерть на Нілі» (1978).

Золотий глобус
- Нагорода найкращій акторці другого плану: «Портрет Доріана Грея» (1945), «Манчжурський кандидат» (1963).
- Нагорода найкращій акторці (телебачення, драма): «Вона написала вбивство» (1985, 1987, 1990, 1992).
- Номінація на найкращу акторку мюзиклу/комедії: «Дещо для кожного» (1971), «Набалдашник і мітла» (1972).
- Номінація на найкращу акторку в драматичному телесеріалі: «Вона написала вбивство» (1986, 1988, 1989, 1991, 1993, 1995)

Оскар
- Почесний Оскар за видатні заслуги в кінематографі (2013).
- Номінації на найкращу акторку другого плану: «Газове світло» (1945), «Портрет Доріана Грея» (1946), «Манчжурський кандидат» (1962).

Тоні
- Нагорода найкращій акторці в мюзиклі: «Мейм» (1966), «Дорогий світ» (1969), «Циганка» (1975), «Свіні Тодд» (1979).
- Нагорода найкращій акторці другого плану в п'єсі: «Невгамовний дух» (2009).
- Номінація на найкращу акторку в п'єсі — «Рівний рахунок» (2007), та номінація на найкращу акторку другого плану в мюзиклі — «Маленька нічна серенада» (2010).

Національна рада кінокритиків США
- Нагорода найкращій акторці другого плану: «Манчжурський кандидат» (1962), «Смерть на Нілі» (1978).

Еммі
- Номінація на найкращу акторку в мінісеріалі або телефільмі: «Маленька Глорія… Нарешті щаслива» (1983).
- Номінації на найкраще індивідуальне виконання в вар'єте чи мюзиклі: «Свіні Тодд» (1985), 41 щорічна церемонія вручення премії Тоні (1987), 43 щорічна церемонія вручення премії Тоні (1990).
- Номінації на найкращу акторку в драматичному телесеріалі «Вона написала вбивство» (1985—1996, 12 номінацій поспіль).
- Номінація на найкращу акторку другого плану в міні-серіалі або телефільмі: «Той, що пронизує пітьму» (2004).
- Номінація на найкращу запрошену акторку в драматичному телесеріалі (2005, за роль Елеанор Дюваль в серіалі «Закон і Порядок: Суд присяжних»).